# Словесные названия российского оружия/Ш
Словесные названия российского оружия
А
Б
В
Г
Д
Е
Ё
Ж
З
И
К
Л
М
Н
О
П
Р
С
Т
У
Ф
Х
Ц
Ч
Ш
Щ
Э
Ю
Я
- «Шайба» — отдельная радиоприёмная машина армейского уровня Р-454А
- «Шайтан» — боевой нож
- «Шалаш» — радиопрозрачное укрытие для РЛК (П-35, П-80)
- «Шалун» — автомобиль УАЗ-3150
- «Шаман» — маскировочный костюм
- «Шар» — гировертикаль корабельных ПУС
- «Шар» — авиационная станция детальной РТР
- «Шатер» — опытный комплекс активной танковой защиты
- «Шатер» — танковая бескаркасная маскировочная маска
- «Шахин» — тепловизионный прицел
- «Шахматист» — контрольно-проверочная аппаратура СПП «Гардения»
- «Шексна» — танковый КУВ 9К116-2 (ЗУБК10-2) [AT-12 Swinger]
- «Шексна» — СУО танка Т-72
- «Шексна» — шахтные пусковые установки 8П864 и 8П764 для Р-16
- «Шексна» — ГАС
- «Шелонь» — корабельная ГАС МГ-339
- «Шелонь» — оптический прицел корабельной РСЗО «Огонь»
- «Шельф» — транспортно-десантный катер на воздушной каверне
- «Шельф» — система десантирования
- «Шептало» — система оповещения П-161
- «Шест» — комплект инженерных щупов
- «Шилка» — зенитная самоходная установка ЗСУ-23-4 (2А6)
- «Шилд» — бронежилет
- «Шиповник» — полковой тактический ракетный комплекс (для мотострелковых войск)
- «Шиповник» — радиодальномер СД-1 на Ту-4
- «Шиповник-Аэро» — аппаратная радиомониторинга и блокирования каналов управления БПЛА
- «Ширас» — шашка имитации разрыва артиллерийского снаряда 7С2
- «Широта» — авиационная КВ радиостанция
- «Шишок» — костюм маскировочный с защитой от обнаружения РЛС
- «Шквал» — авиационная дневная оптико-электронная прицельная система И-251
- «Шквал» — скоростная подводная ракета ВА-111
- «Шквал» — комплекс вооружения для бронетехники
- «Шквал» — метеорологический радиотехнический комплекс 1Б27
- «Шквал» — проект самолёта ВВП (ОКБ Сухого)
- «Шквал» — корабельный противолодочный ракетный комплекс
- «Шквал» — корабельная приводная СВ радиостанция Р-653
- «Шквал» — морской ЗРК (экспортный «Шторм»)
- «Шквал» — 4х37-мм зенитная пушка 500П
- «Шквал» — авиационный ПТРК для Су-37
- «Шкерт» — ГАС определения скорости звука в воде (МГ-553)
- «Шкот» — РЛС береговой обороны
- «Шлагбаум» — 533-мм торпедная одноразовая пусковая установка РЭПС-324
- «Шланг» — неконтактный взрыватель АЗ-Т-013 для 57-мм ОФС
- «Шлем» — РЛС ЗПРК «Панцирь»
- «Шлем» — АСУ огнём ПЗРК «Игла»
- «Шлем» — шлем 6Б8 для экипажей бронетехники
- «Шлюз» — корабельный комплекс космической навигации
- «Шлюз» — наземный комплекс ДРЛО (элемент комплекса А-50)
- «Шмель» — авиационный комплекс ДРЛО (А-50) [Mainstay]
- «Шмель» — переносная КВ радиостанция Р-354
- «Шмель» — разведывательный БПЛА (ДПЛА-61)/ мишень
- «Шмель» — ПТРК 2К15 [AT-1 Spigot]; 2К16 [AT-1A Snipper]
- «Шмель» — 93-мм ручной огнемёт РПО-А
- «Шмель» — речной артиллерийский катер пр.1204 [Shmel]
- «Шмель» — корабельная высокоточная радионавигационная система КПФ-2
- «Шмель» — радиовзрыватель БЧ ЗУР В-750 (ЗРК С-75)
- «Шнур» — радиорелейная станция (66Я6)
- «Шнур» — система оповещения
- «Шойга» — ГАК
- «Шомпол» — авиационная РЛС бокового обзора М-202 для МиГ-25РБШ
- «Шорох» — переносной КВ радиоприёмник Р-326
- «Шорох» — комплект виброакустического зашумления помещения
- «Шпага» — РЛС ПВО 5Н56
- «Шпиль» — авиационная лазерная разведывательная система (М-103А)
- «Шпиль» — авиационная РЛС
- «Шрапнель» — 23-мм патрон с зарядом картечи для КС-23
  - «Шрапнель-10» — патрон с зарядом картечи для дальности до 10 метров
  - «Шрапнель-25» — патрон с зарядом картечи для дальности до 25 метров
- «Штаг» — корабельный комплекс ПУС
- «Штаг» — корабельный радиолокационный дальномер
- «Штиль» — ракета-носитель на базе МБР РСМ-54 (воздушный и морской старт)
- «Штиль» — ГАС звукоподводной связи для надводных кораблей МГ-35
- «Штиль» — экспортный корабельный ЗРК М-22 (3С90Э) [SA-N-7 Gadfly]
- «Штиль» — БПЛА вертикального взлёта и посадки
- «Штопор» — рамочный КВ-СВ радиопеленгатор
- «Штора» — комплекс оптико-электронного подавления ТШУ-1
- «Штурвал» — АСУ корабельных средств РЭБ
- «Штурвал» — корабельный вычислительный комплекс ММП-33
- «Шторм» — большой торпедно-ракетный катер пр.206М [Turya]
- «Шторм» — корабельный ЗРК М-11 [SA-N-3 Goblet]
- «Шторм» — самолёт-снаряд
- «Шторм» — дальнобойный реактивный снаряд ДРСП-1
- «Шторм» — радиотрансляционный комплекс
- «Шторм» — водомётный спецавтомобиль
- «Шторм» — кислородно-водородный разгонный блок 14С41 для РН (проект)
- «Штурм» — вертолётный и самоходный ПТРК 9К113 и 9П149 [АТ-6 Spiral]
- «Штурм» — комбинезон штурмовой
- «Штурм» — серия бронежилетов
- «Штурм» — противоударный защитный щит
- «Штурм» — газодинамический противоминный комплекс
- «Штык» — авиационная радиотехническая разведывательная система
- «Штык» — авиационная РЛС бокового обзора М-101
- «Штык» — унифицированный радиовзрыватель для 100 и 130 мм снарядов
- «Штык» — серия бронекатеров 1910 года постройки
- «Штырь» — авиационная аппаратура радиоуправления спасательной лодкой
- «Штырь» — корабельная космическая навигационная система
  - «Штырь-М» — опытная корабельная космическая навигационная система
- «Штырь» — радиоаппаратура ПКР К-12
- «Шушун» — штурмовой бронежилет 6Б5-15